# Station Stansted Airport
Stansted Airport is het spoorwegstation van het luchthaven London Stansted Airport in Engeland. Het station is eigendom van Network Rail en wordt beheerd door Greater Anglia. Het station is geopend in 1991.

## Niveaus
Het station ligt twee verdiepingen onder het terminal gebouw van London Stansted Airport.

## Sporen en perrons
Er is een groot eilandperron met in totaal drie sporen. Treinen richting Londen vertrekken van spoor 1 en 3, treinen richting Cambridge en Birmingham vertrekken van spoor 2.

## Treinverbindingen
Vanaf Stansted Airport vertrekken de volgende treinen:
- 2x per uur (Stansted Express) Stansted Airport - Bishops Stortford - Tottenham Hale - London Liverpool Street
- 1x per uur (Stansted Express) Stansted Airport - Harlow - Tottenham Hale - London Liverpool Street
- 1x per uur (Stansted Express) Stansted Airport - Stansted Mountfitchet - Harlow - Tottenham Hale - London Liverpool Street
- 1x per uur (CrossCountry) Stansted Airport - Cambridge - Peterborough - Leicester - Birmingham New Street
- 1x per uur (Greater Anglia) Stansted Airport - Cambridge

Stansted Express treinen worden met elektrische treinstellen door Greater Anglia gereden. De trein naar Birmingham wordt met dieseltreinstellen door CrossCountry gereden. Een reis van Stansted Airport naar London Liverpool Street duurt ongeveer 50 minuten en van Stansted Airport naar Cambridge ongeveer 30 minuten.

## Busverbindingen
Er rijden lokale bussen zowel nationale busverbindingen vanaf het busstation, een niveau lager dan het terminal gebouw.

### Nationale bussen
| Lijn | Route | Exploitant       |
| ---- | --- | ---------------- |
| EB6  | Stansted Airport - London Old Street                                                                     | Easybus          |
| EB7  | Stansted Airport - London Baker Street                                                                   | Easybus          |
| A6   | Stansted Airport - London, Golders Green - Baker Street - Marble Arch - London Victoria                  | National Express |
| A9   | Stansted Airport - London, Stratford - London Liverpool Street                                           | National Express |
| A50  | Stansted Airport - London Victoria                                                                       | Terravision      |
| A51  | Stansted Airport - London Liverpool Street                                                               | Terravision      |
| A52  | Stansted Airport - London, Stratford                                                                     | Terravision      |
| 250  | London Heathrow Airport - London Stansted Airport - Colchester - Ipswich                                 | National Express |
| 349  | Stansted Airport - Peterborough - Leicester - Nottingham                                                 | National Express |
| 350  | Southend - Stansted Airport - Peterborough - Leicester - Nottingham - Sheffield - Manchester - Liverpool | National Express |
| 727  | Brighton - London Gatwick Airport - London Heathrow Airport - London Stansted Airport - Norwich          | National Express |
| 737  | Stansted Airport - Hemel Hempstead - High Wycombe - Oxford                                               | National Express |
| 777  | Stansted Airport - Luton Airport - Luton - Milton Keynes - Coventry - Birmingham                         | National Express |

### Regionale en locale bussen
| Lijn    | Route                                                                                      | Exploitant  |
| ------- | ------------------------------------------------------------------------------------------ | ----------- |
| 1       | Takeley - Stansted Airport - Elsenham - Newport - Saffron Walden                           | ACME        |
| 5       | Bishops Stortford - Stansted Airport - Saffron Walden                                      | Stephensons |
| 6       | Bishops Stortford - Stansted Airport - Debden - Saffron Walden                             | Stephensons |
| 7/7A    | Stansted Airport - Stansted Mountfitchet - Bishops Stortford                               | ACME        |
| X30     | Stansted Airport - Chelmsford - Southend Airport - Southend                                | First       |
| 42A     | Galleywood - Chelmsford - Great Dunmow - Stansted Airport                                  | First       |
| 133     | Stansted Airport - Braintree - Colchester                                                  | SXConnect   |
| 301     | Stansted Airport - Bishops Stortford - Stansted Mountfitchet - Audley End - Saffron Walden | TGM         |
| 308     | Stansted Airport - Bishops Stortford - Bishops Park                                        | TGM         |
| 509/510 | Stansted Airport - Bishops Stortford - Sawbridgeworth - Harlow                             | TGM         |
| 700     | Stansted Airport - Bishops Stortford - Baldock                                             | Uno         |